# Игор Декраен
Игор Декраен (26. јануар 1996 — 30. август 2014) био је белгијски бициклиста. Бициклизмом се почео професионално бавити 2012. године. Постао је светски шампион у јуниорском бициклизму за мушкарце 2013. године. Пре своје смрти, спремао се да одбрани титулу у шпанском граду Понферада 23. септембра 2014. године.
Погинуо је у железничкој несрећи 30. августа 2014. године близу града Зулте у Белгији. У тренутку смрти имао је 18 година. Првобитни извештаји у медијима наговештавају да је сам себи одузео живот, али су полиција и његова породица то негирали. Враћао се кући са забаве, када га је воз ударио и убио.